# Чистопольский государственный историко-архитектурный и литературный музей-заповедник
Чистопольский государственный историко-архитектурный и литературный музей-заповедник (тат. Чистай дәүләт тарихи-архитектура һәм әдәби музей-тыюлыгы) — комплексный музей-заповедник республиканского подчинения, расположенный в городе Чистополь Республики Татарстан. Документирует и репрезентирует историю города Чистополя (основан в 1781) и чистопольских земель с древнейших времен.

## История
Образован постановлением Кабинета министров Республики Татарстан 11 июня 2014 г.. В 2015 г. утверждены границы охранной зоны музея-заповедника, расположившиеся в пределах территории объекта культурного наследия «Достопримечательное место „Исторический центр Чистополя“». Возможность создания государственного музея-заповедника в Чистополе, входящем в перечень исторических поселений России, была обусловлена необходимостью сохранения и регенерации богатого историко-культурного наследия, в первую очередь, архитектуры имперского периода. Равноценным основанием стала тесная связь небольшого города с крупными событиями российской истории, начиная с древнейших времен, а также с именами видных деятелей российского и мирового масштаба. В процессе подготовки концепции создания музея-заповедника изучались наиболее содержательные темы местной истории, среди которых «Булгарский город Джукетау X—XIV вв.», «Чистополь — торговый центр Прикамья XIX — нач. XX вв.», «Советские диссиденты в чистопольской тюрьме 1976—1991 гг.». Особое значение имела тема чистопольской эвакуации советских писателей в 1941—1943 гг.. Важность музеефикации чистопольского периода советской литературы была обозначена в 2014 году министром культуры РФ В. Р. Мединским.

Чистополь — уникальный город, здесь в годы войны жили и работали лучшие советские писатели. Такой концентрации литературных гениев на гектар площади мировая культура не знает. Это изюминка, изюминка этого района, и надо, чтобы этот центр был всероссийский, а в перспективе [стал] всемирно известным— В. Р. Мединский
 Содействие делу создания музея-заповедника оказала разработка государственной программы «Развитие сферы туризма и гостеприимства в Республике Татарстан на 2014—2022 годы», утвержденной Кабинетом министров Республики Татарстан в 2014 г. Обозначив Чистополь важным местом притяжения, точкой туристического роста региона наряду с Казанью, Болгаром, Свияжском и Елабугой, Программа актуализировала необходимость устройства в городе на Каме государственного музея-заповедника, располагающего возможностями создания и продвижения туристического продукта.

## Достопримечательное место «Исторический центр г. Чистополя»

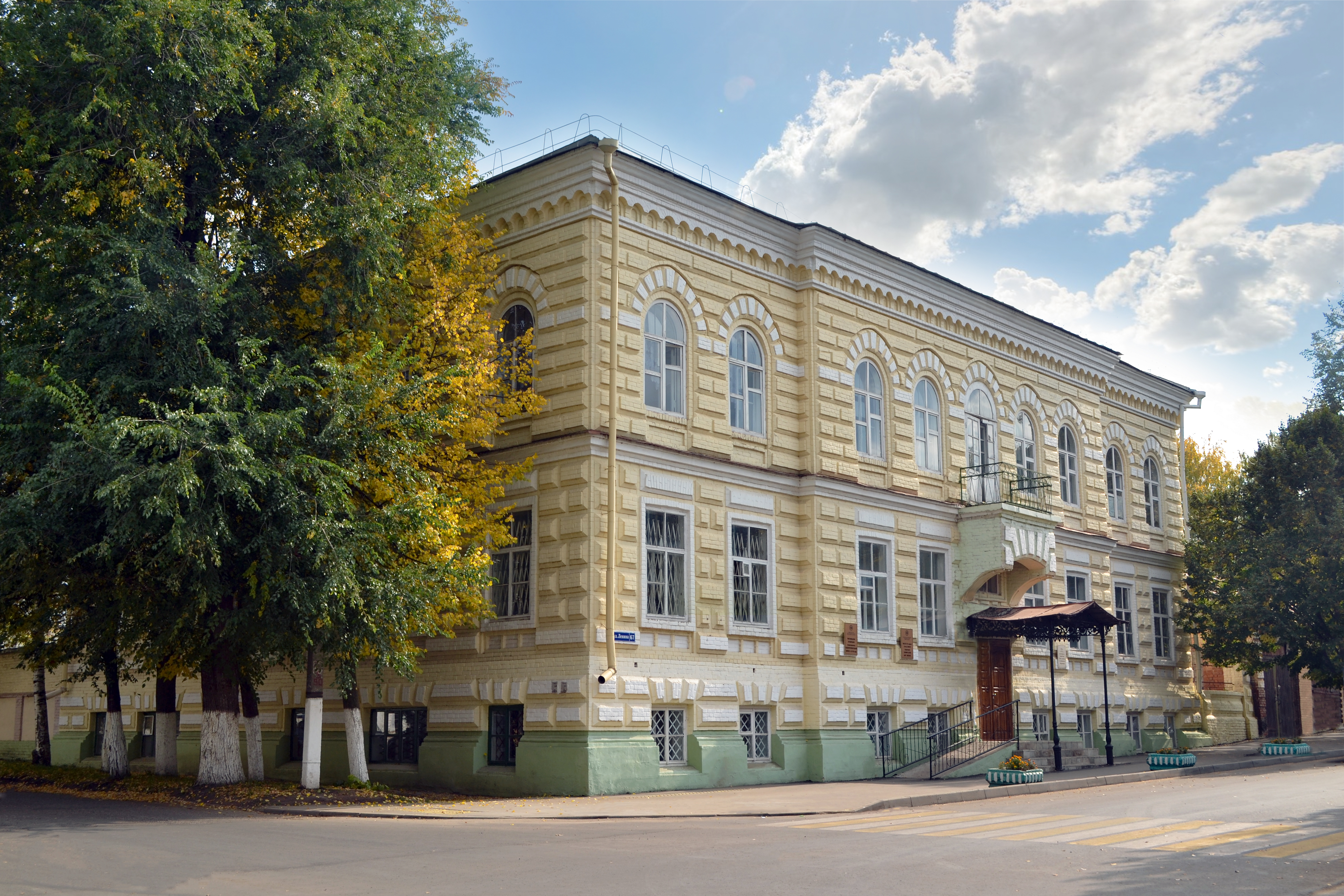
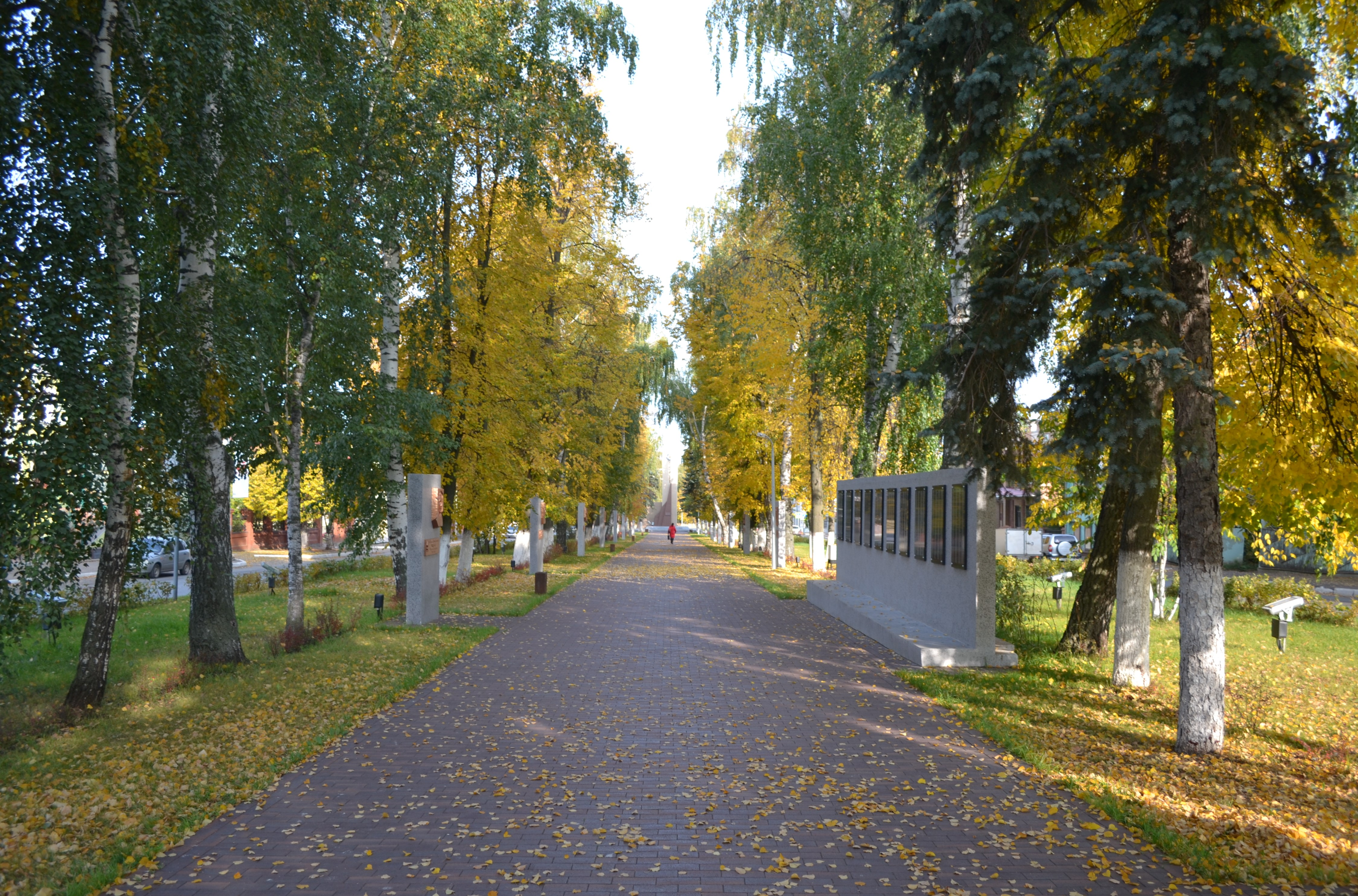
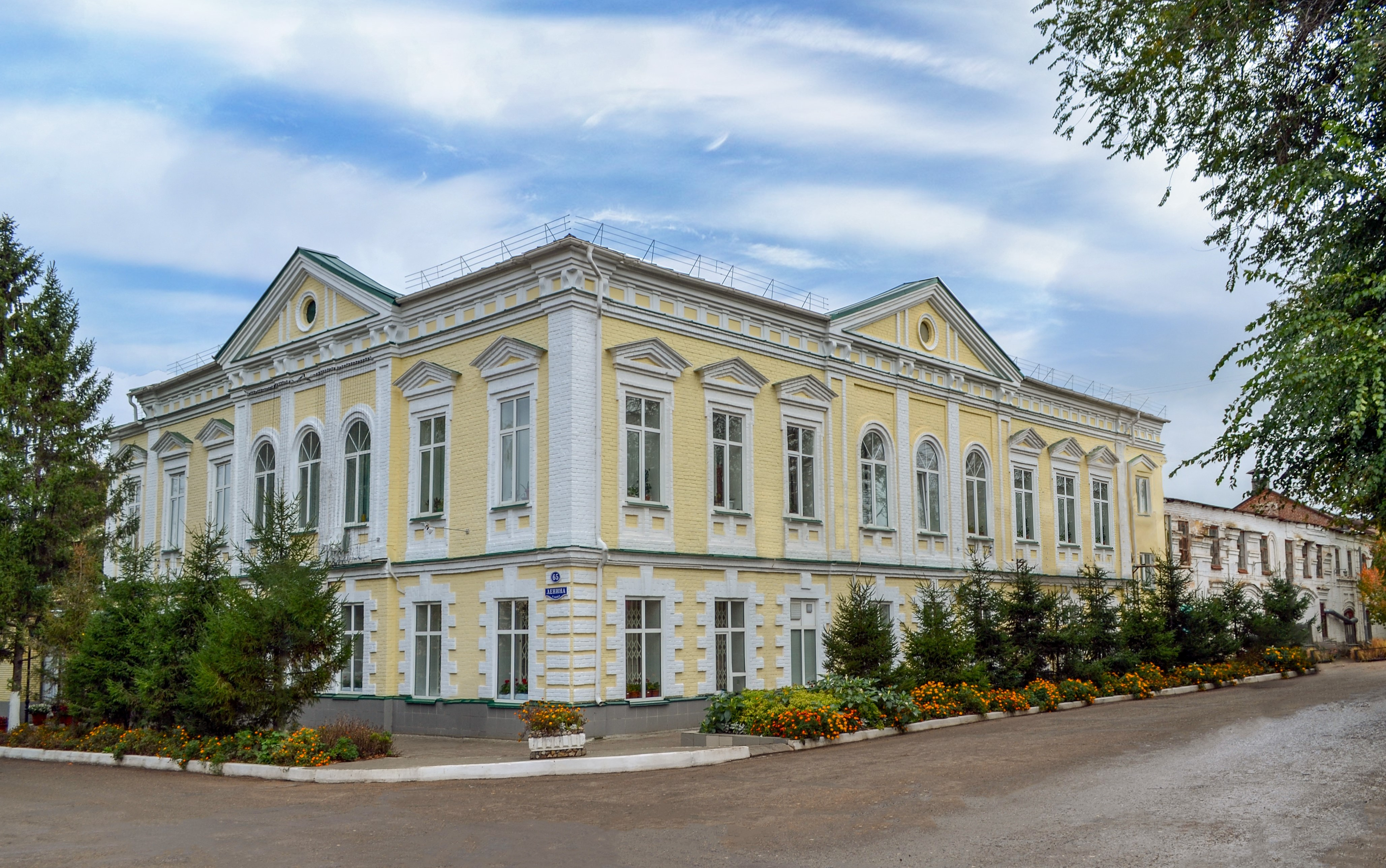
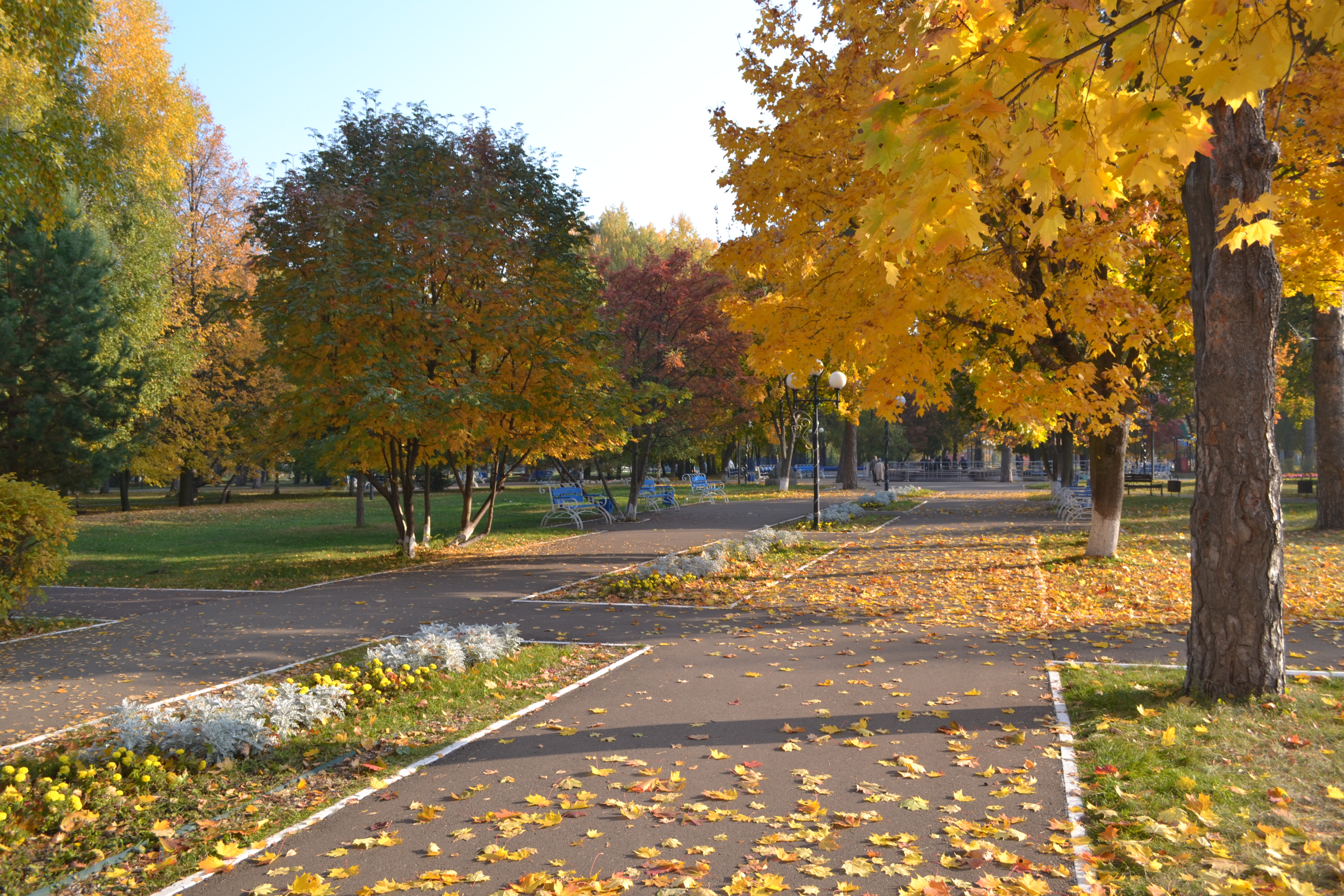
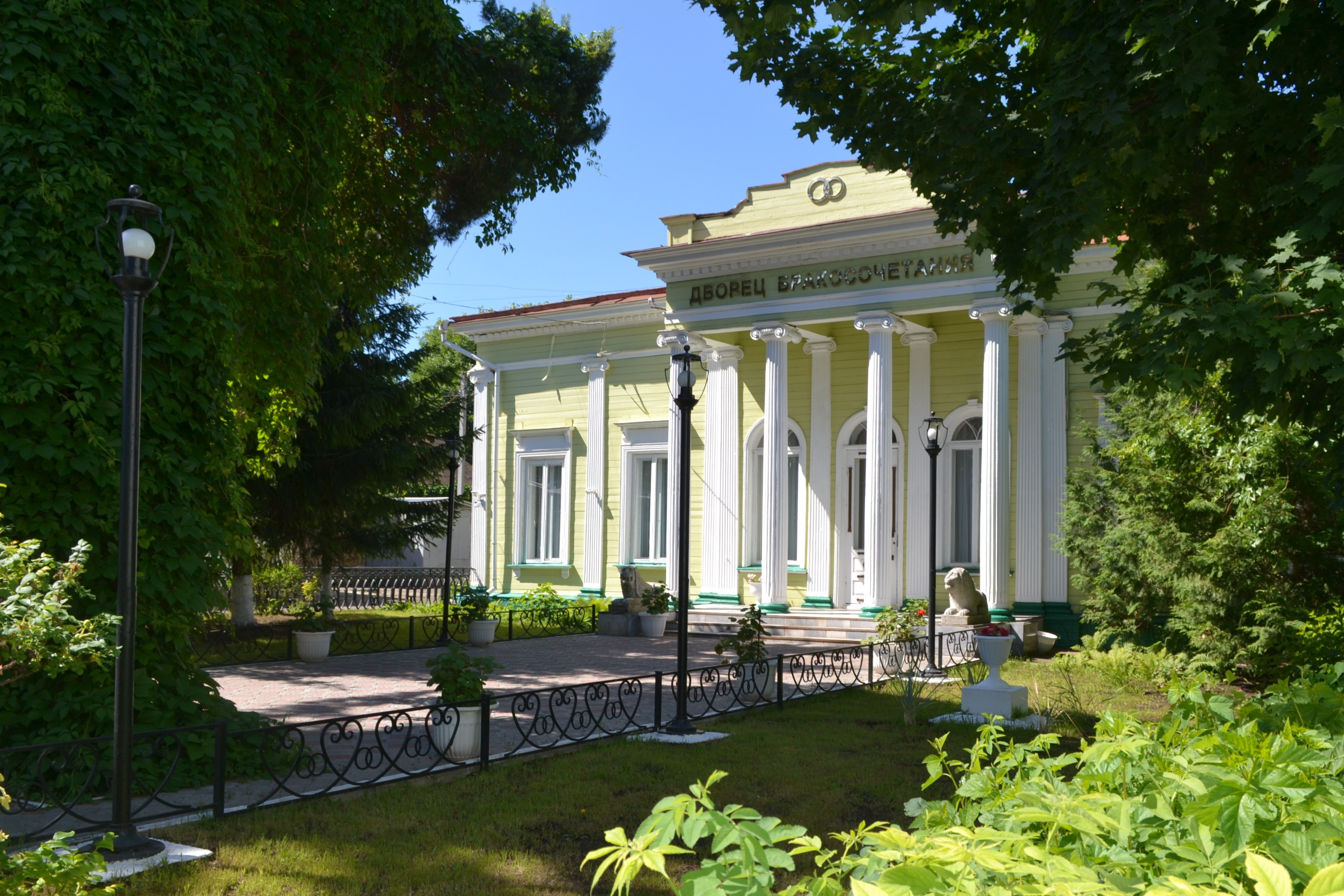

В 2013 г. постановлением Кабинета министров Республики Татарстан были утверждены границы достопримечательного места «Исторический центр Чистополя» (171,46 га), обозначенная территория отнесена к объектам культурного наследия регионального (республиканского) значения и включена в Единый государственный реестр объектов культурного наследия (памятников истории и культуры) народов Российской Федерации. В 2021 г. утверждены новые границы территории объекта культурного наследия «Достопримечательное место "Исторический центр Чистополя"» (141,52 га), а также предмет охраны.

В историческом центре г. Чистополя сохранена комплексная застройка XIX — нач. XX вв. Кирпичные и деревянные здания исторического центра — образцы гражданской, культовой и промышленной архитектуры, памятники, являющиеся объектами культурного наследия регионального и местного значения. Архитектурные стили старого Чистополя достаточно разнообразны: неоренессанс, классицизм, романтизм, поздний провинциальный ампир, русский стиль, барокко и модерн.
В историческом центре Скарятинский сад (осн. 1868), городской бульвар (осн. 1874), Старо-Татарская слобода, памятные места (центральная площадь, улицы, дома), связанные с именами известных советских писателей Н. Н. Асеева, А. А. Ахматовой, М. В. Исаковского, Л. М. Леонова, Б. Л. Пастернака, И. Л. Сельвинского, А. Т. Твардовского, А. А. Фадеева, К. А. Федина, М. И. Цветаевой и др..

Достопримечательности исторического центра г. Чистополя
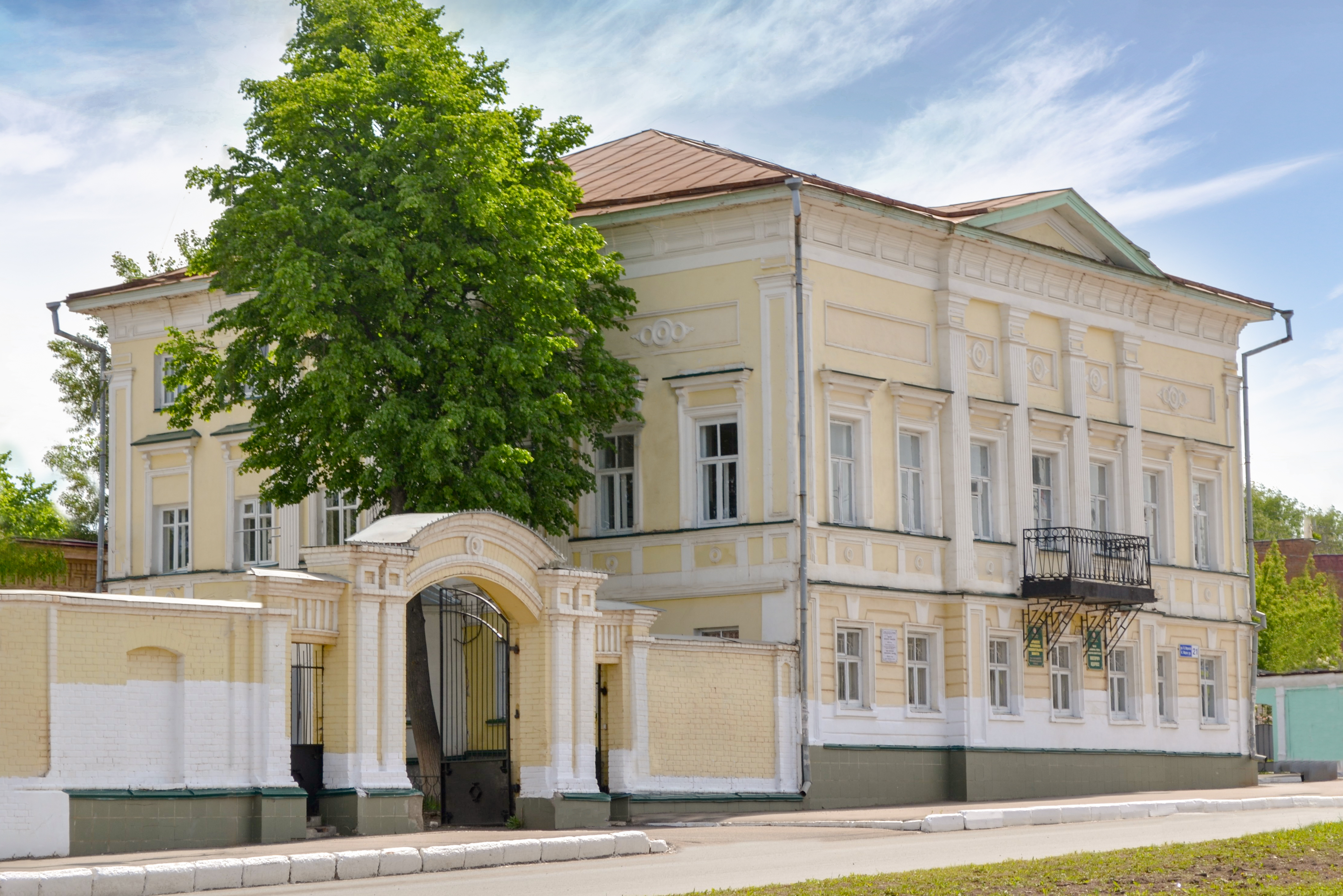
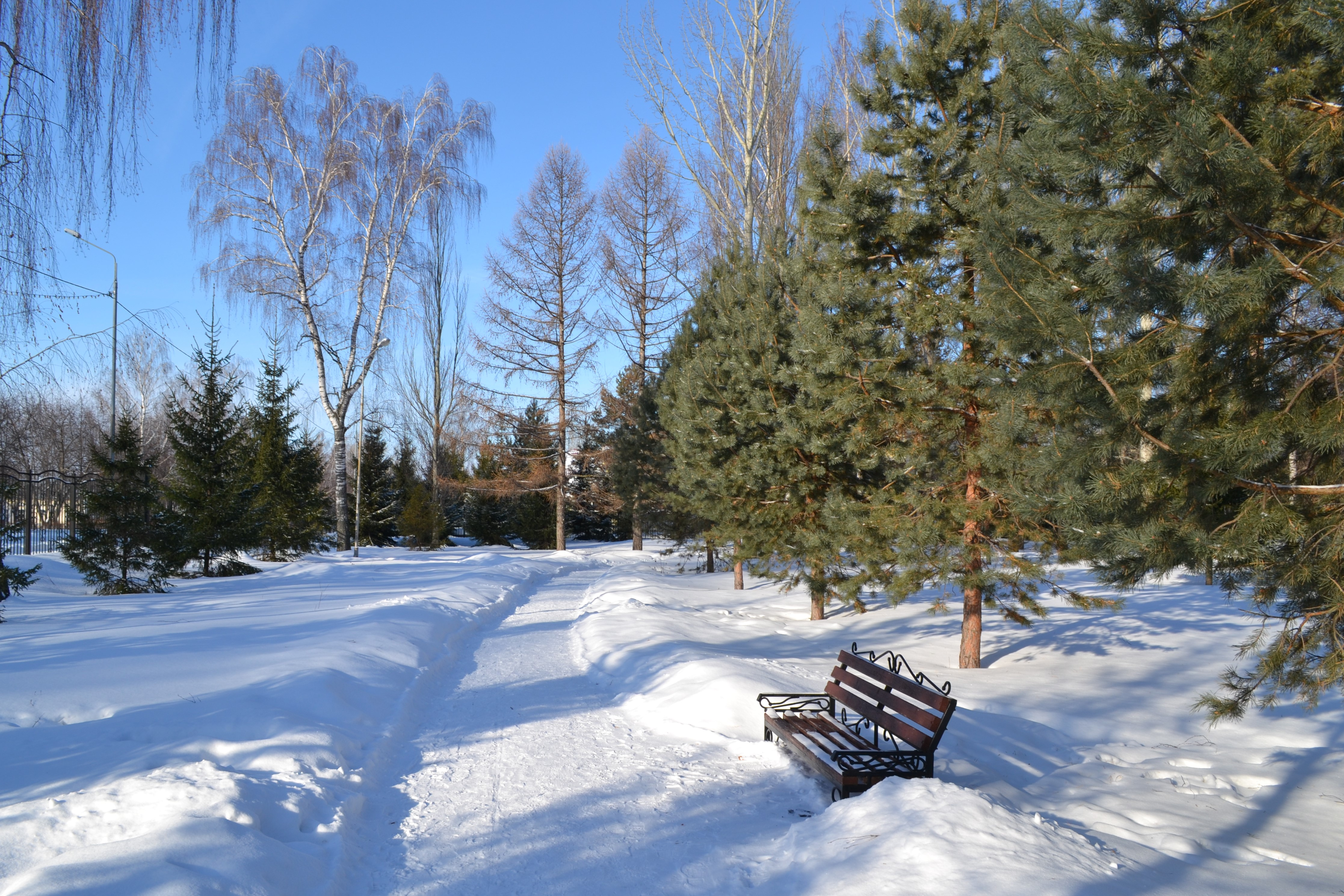
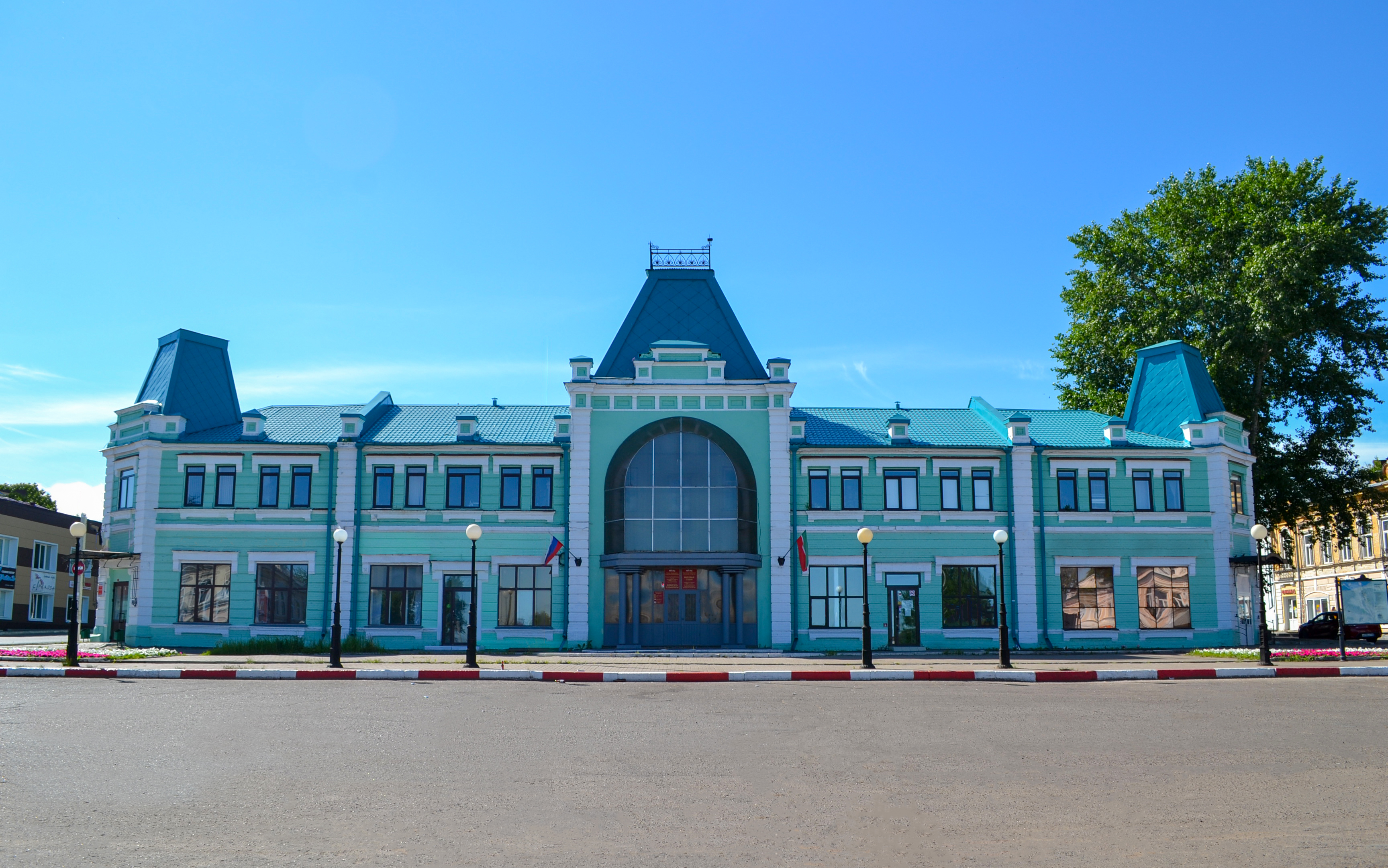
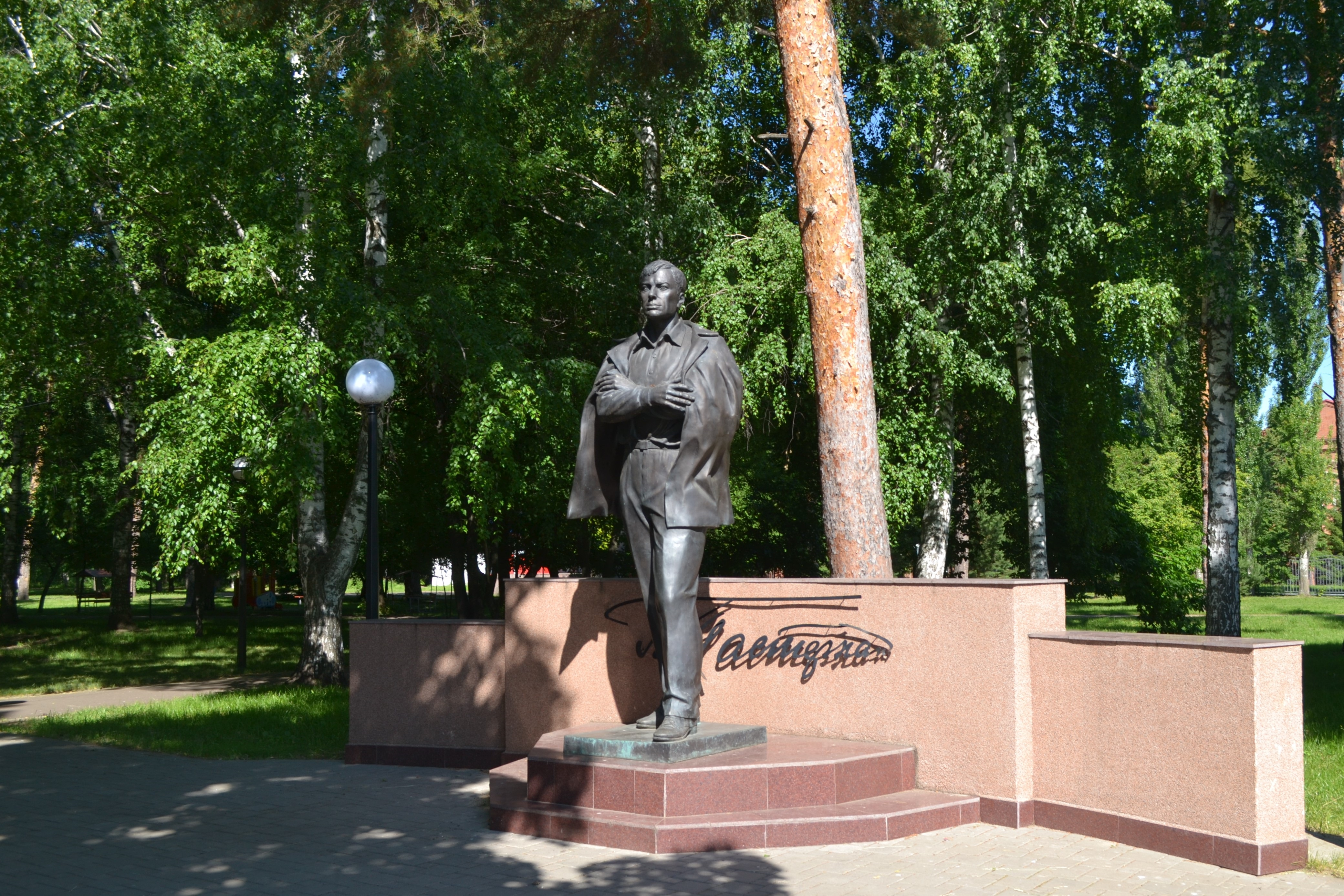
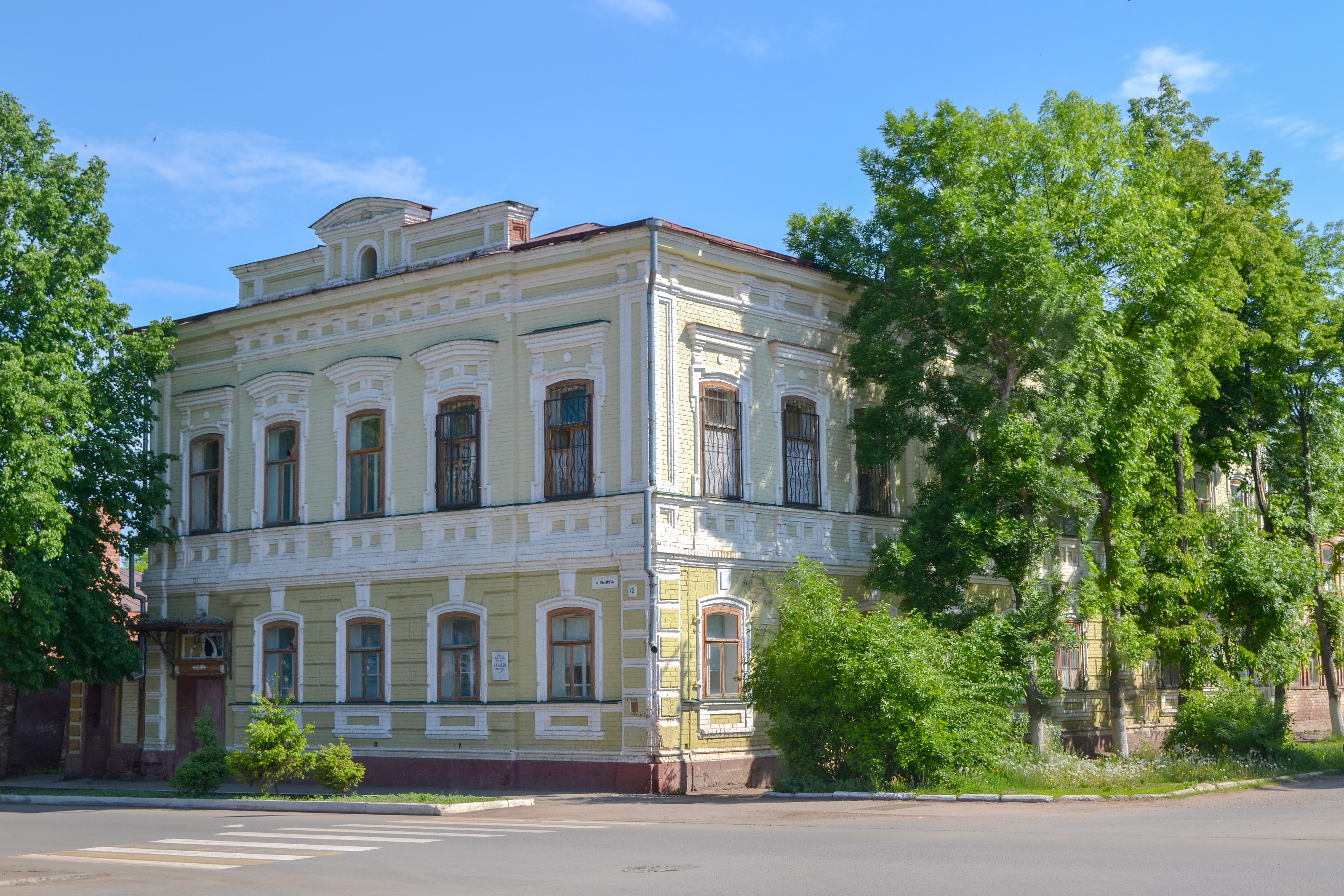

## Деятельность

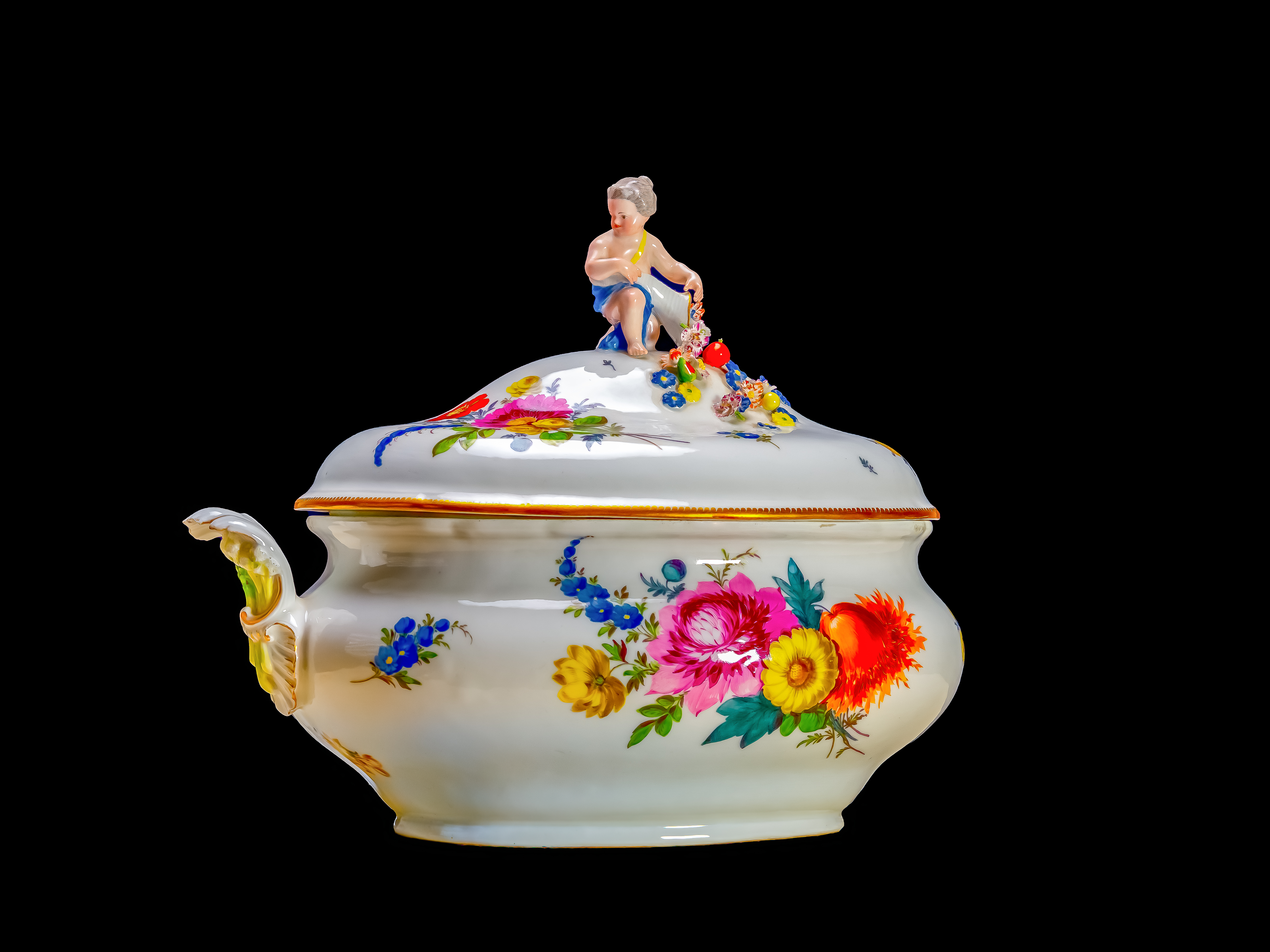
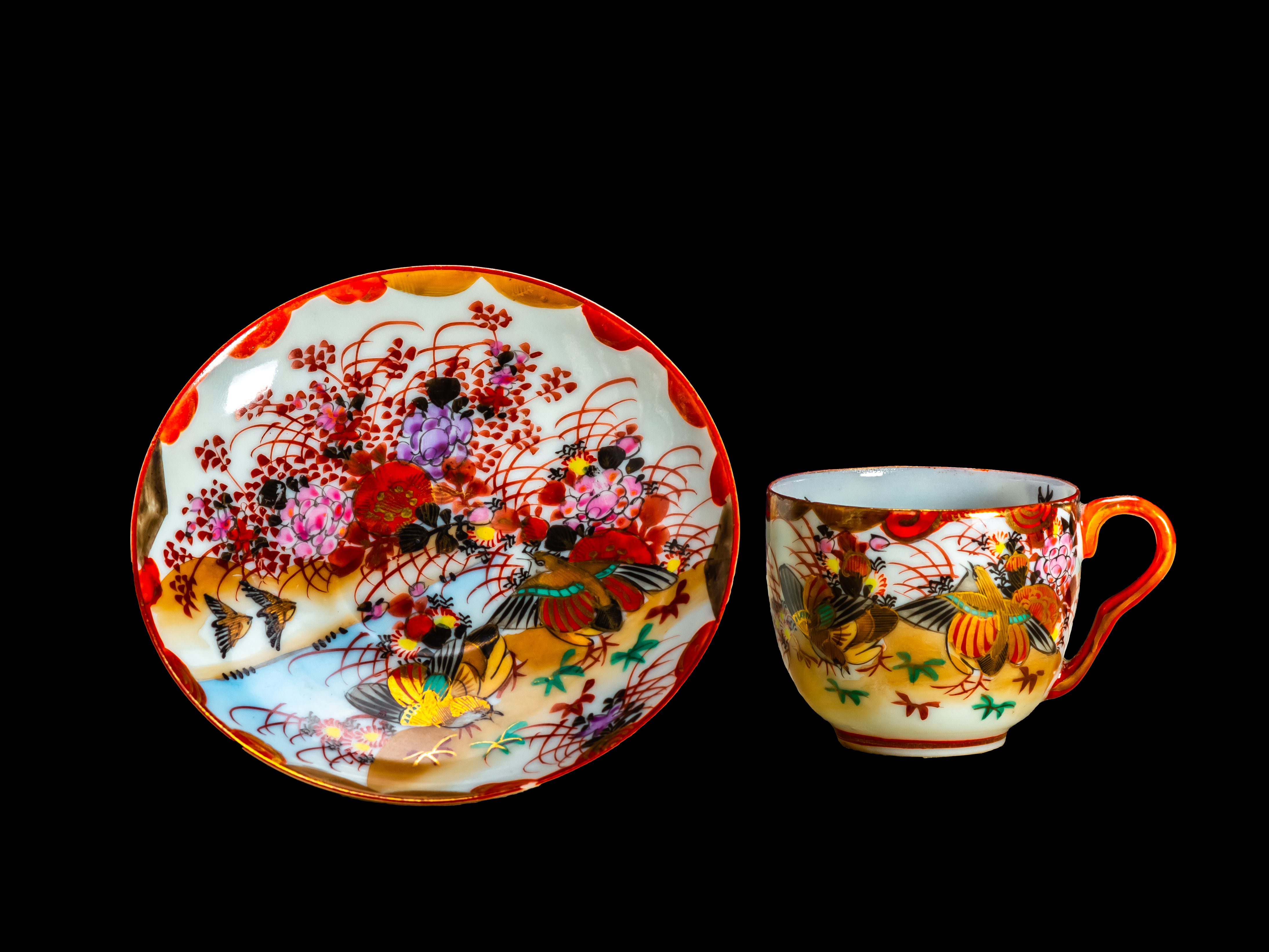
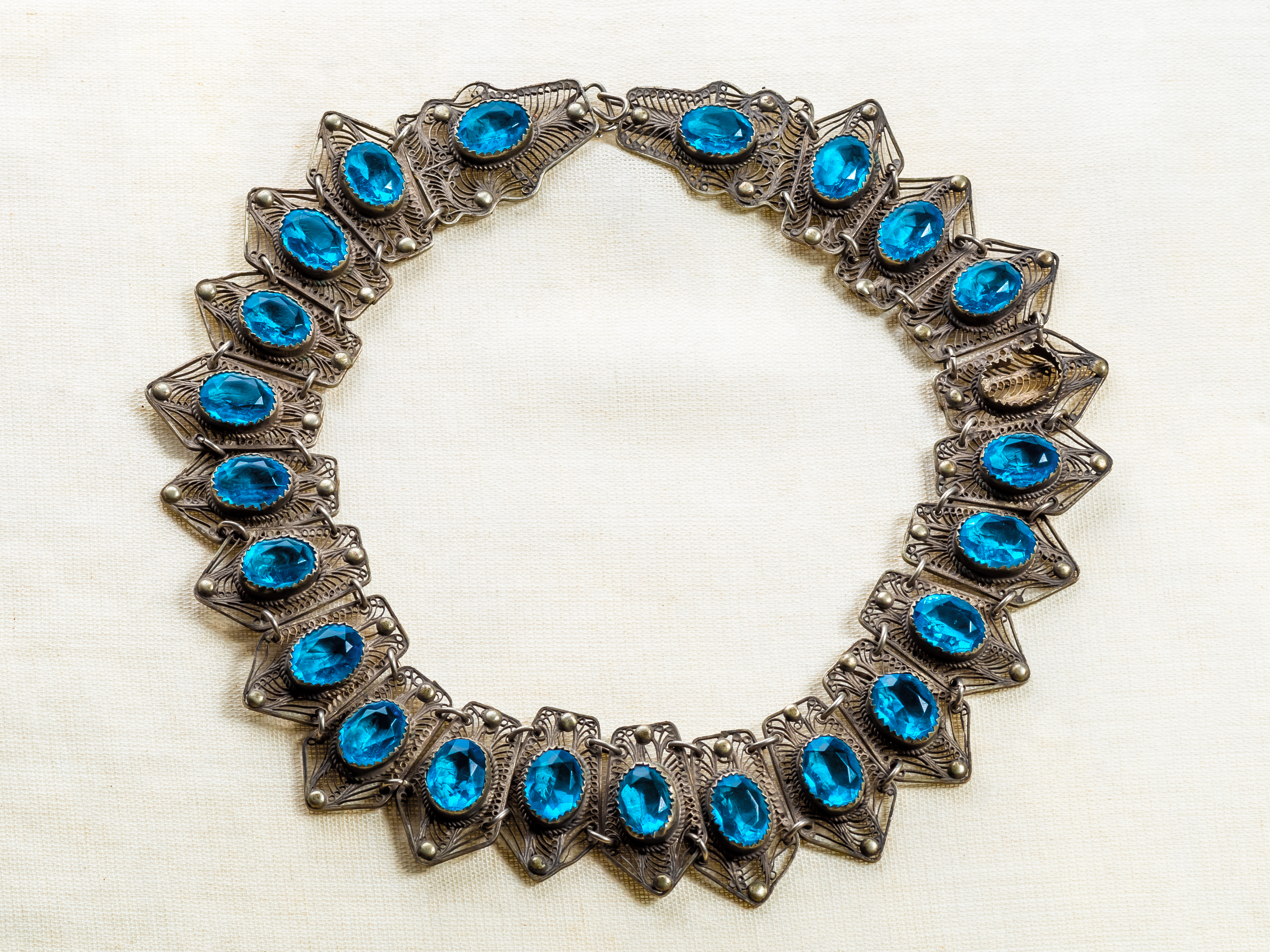
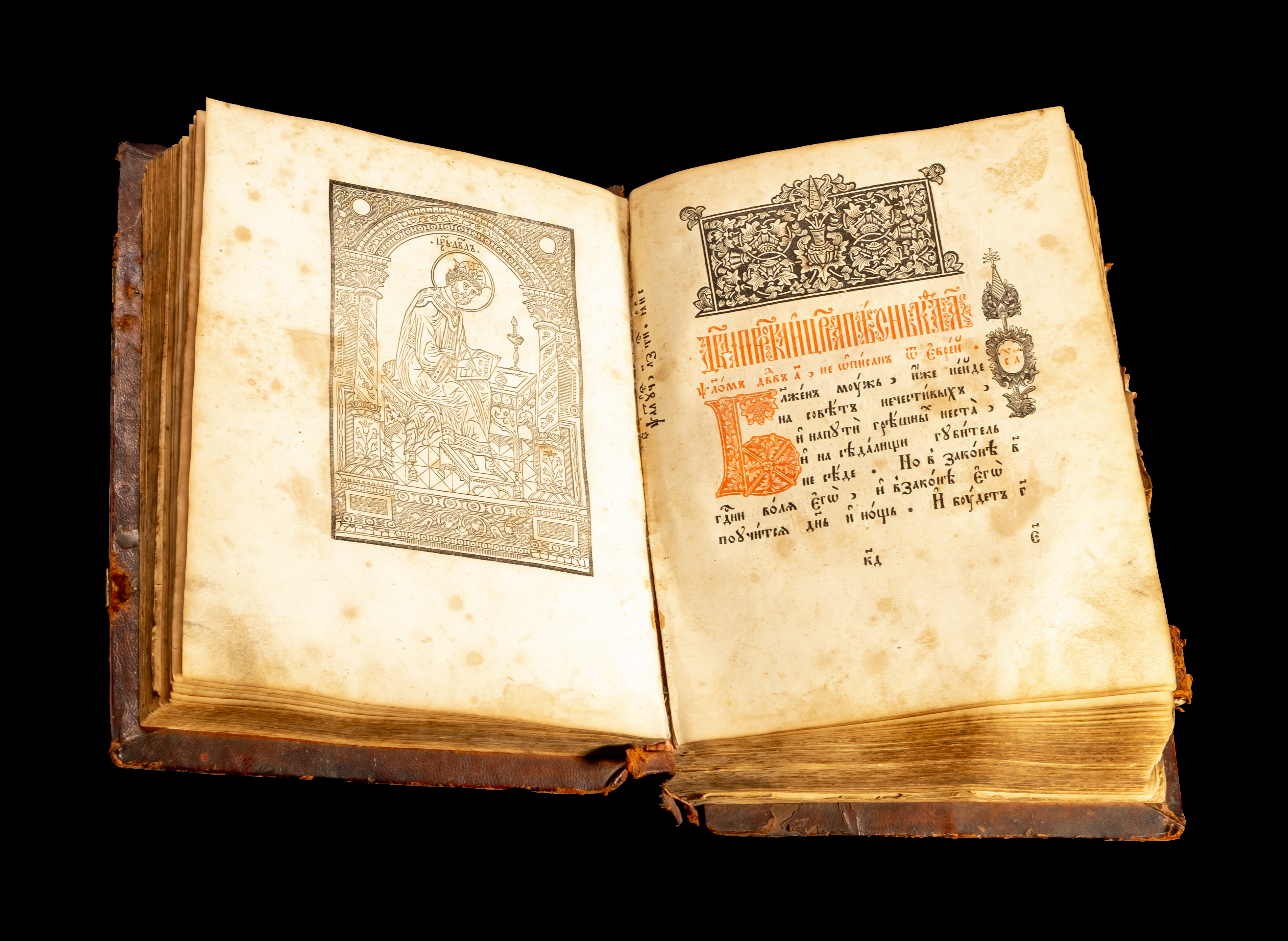
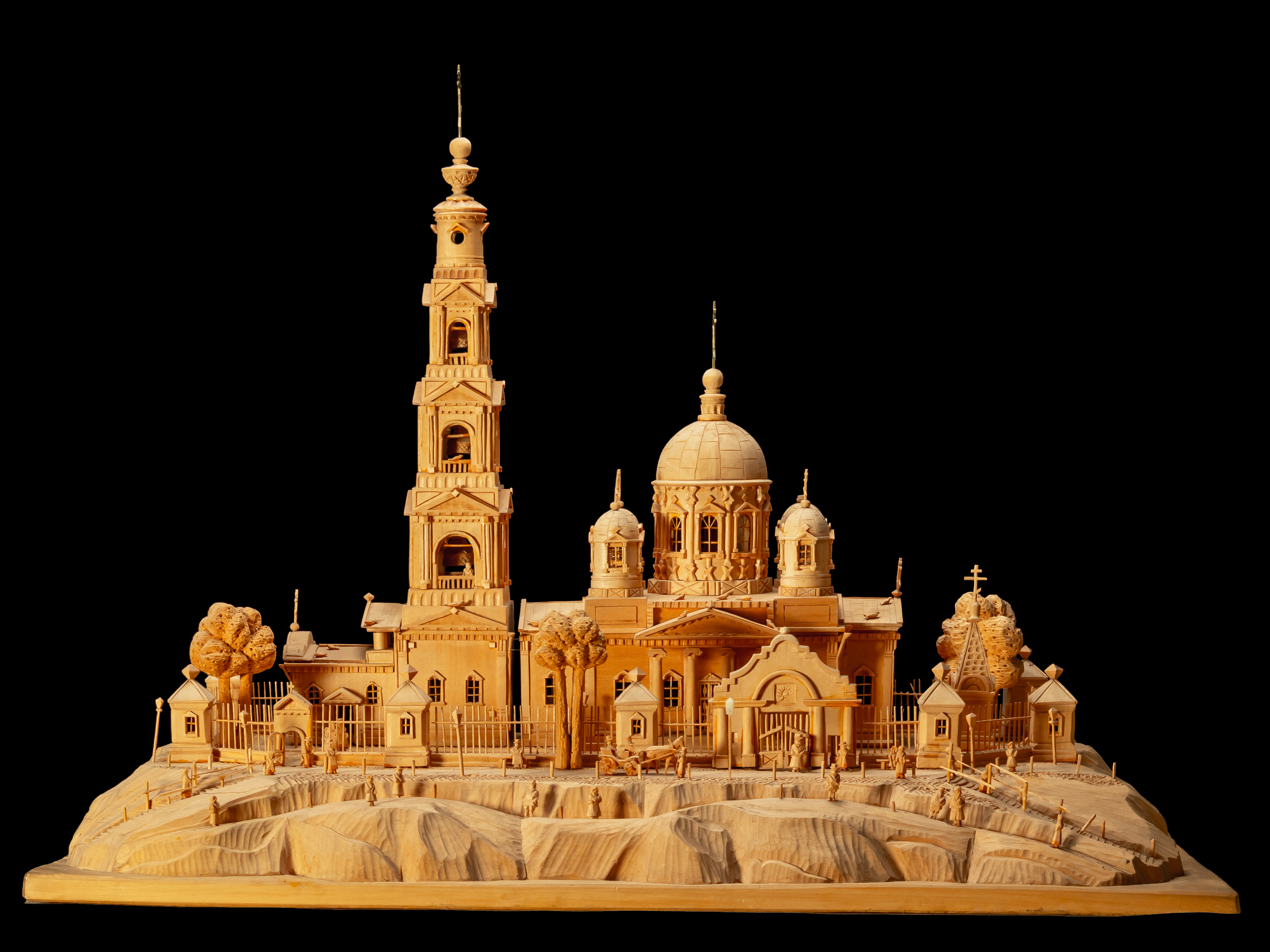

Основные направления работы: охрана объектов культурного наследия, развитие музейного дела и туризма.
В фондах музея-заповедника более 60 тыс. ед. хр. (на 1 янв. 2022). Коллекции: предметы изобразительного искусства, предметы печатной продукции, этнография, нумизматика, археология, документы и др.
Ежегодно музей-заповедник посещает более 60 тыс. туристов, проводится ок. 1,5 тыс. экскурсий.

Из собрания Чистопольского государственного историко-архитектурного и литературного музея-заповедника
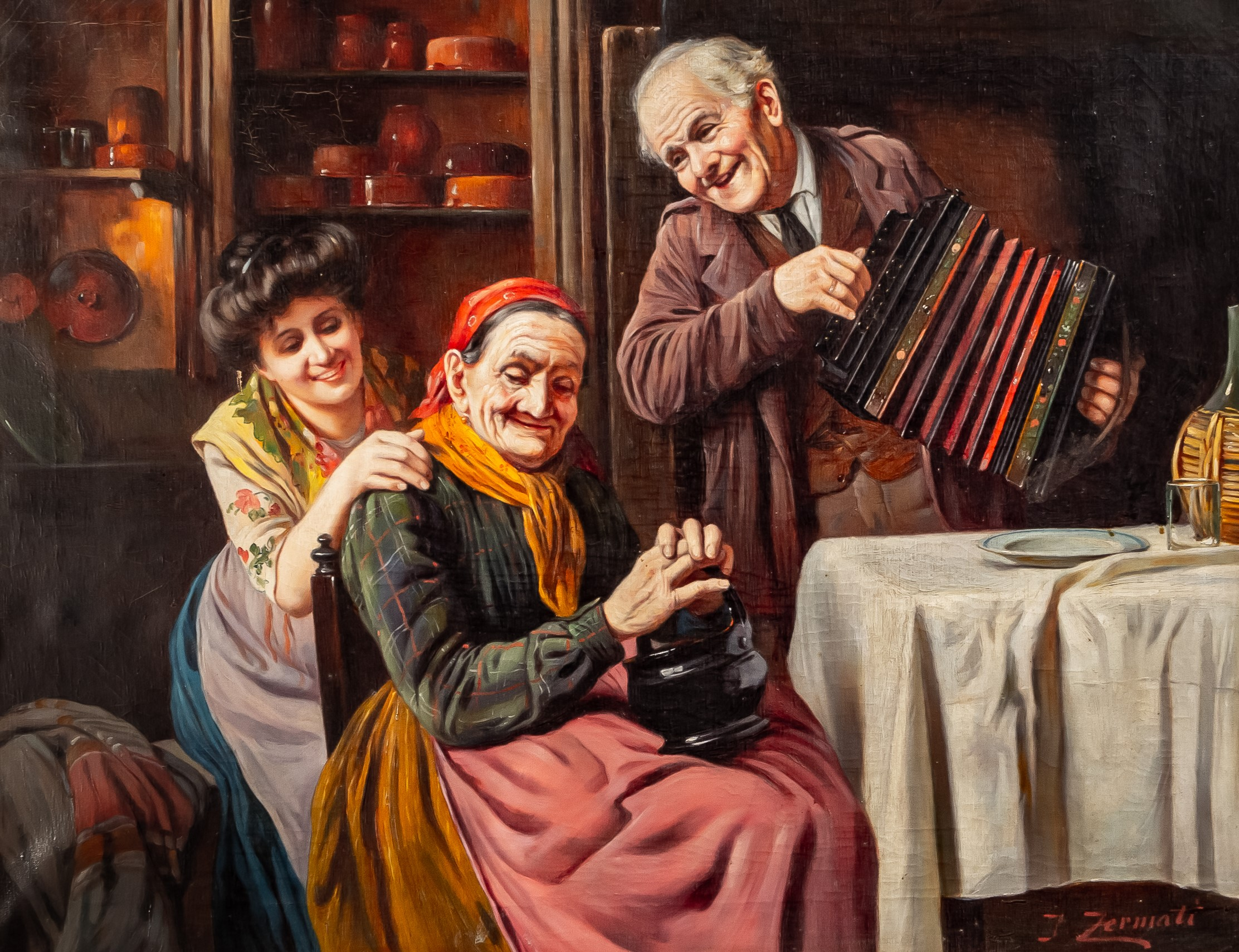
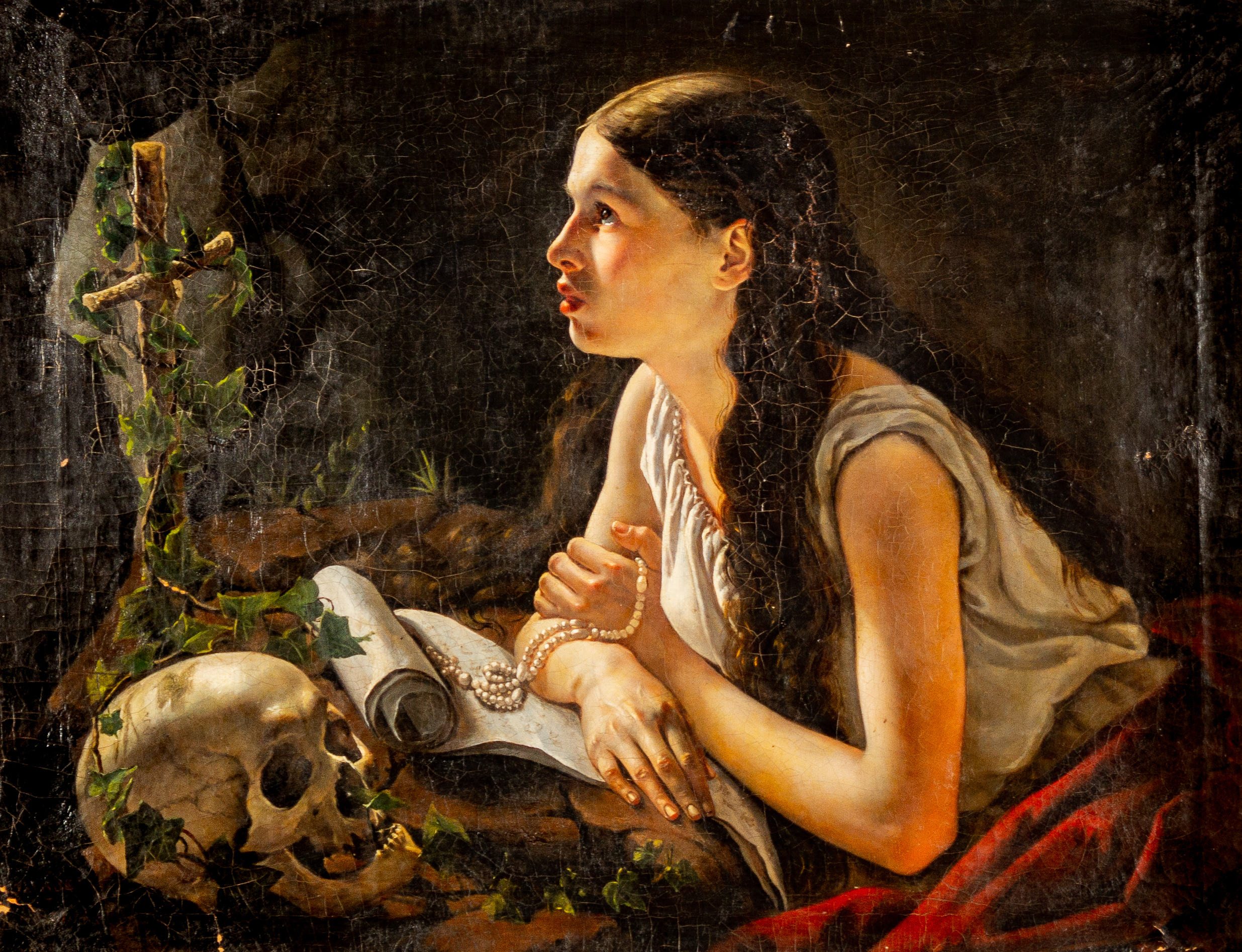
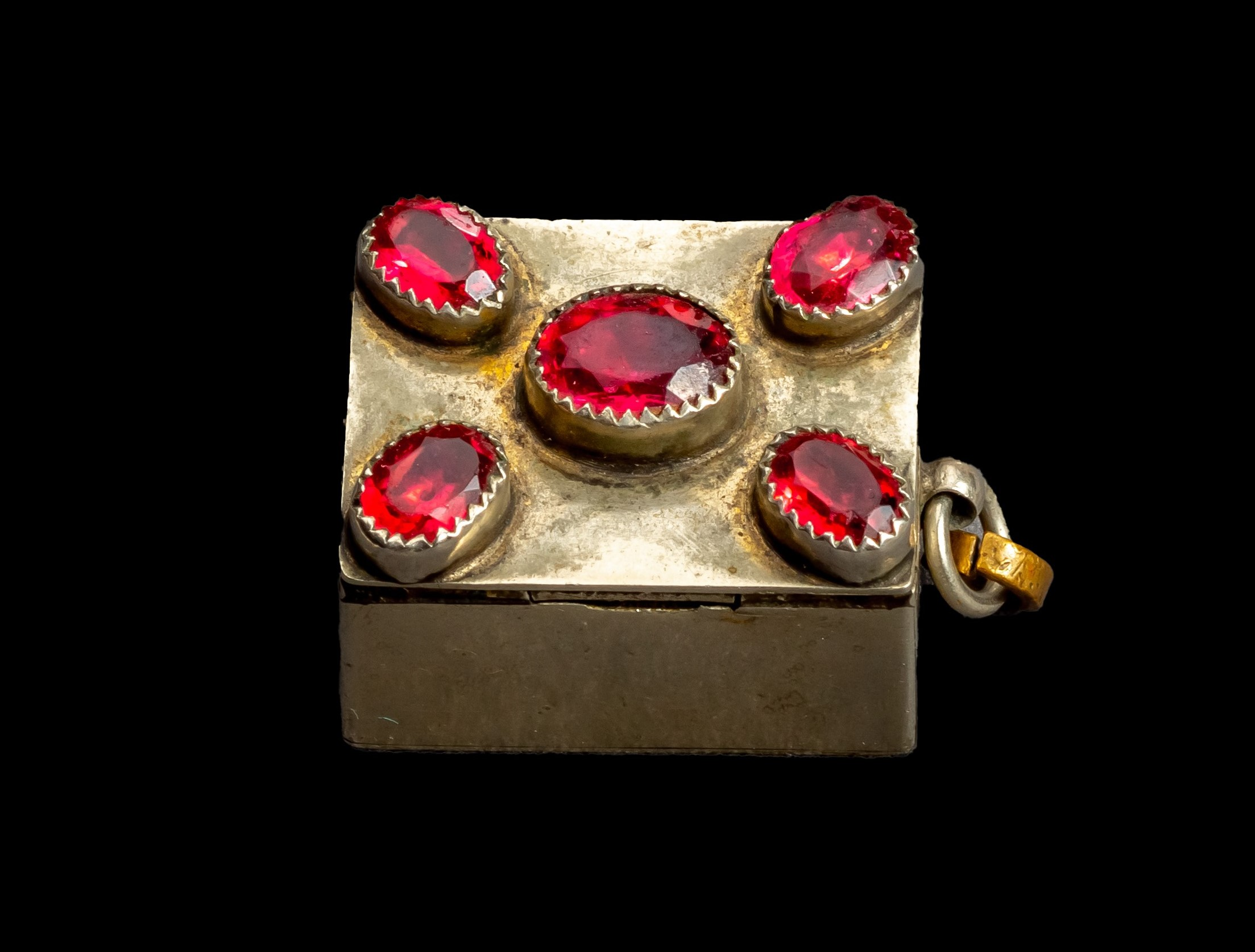
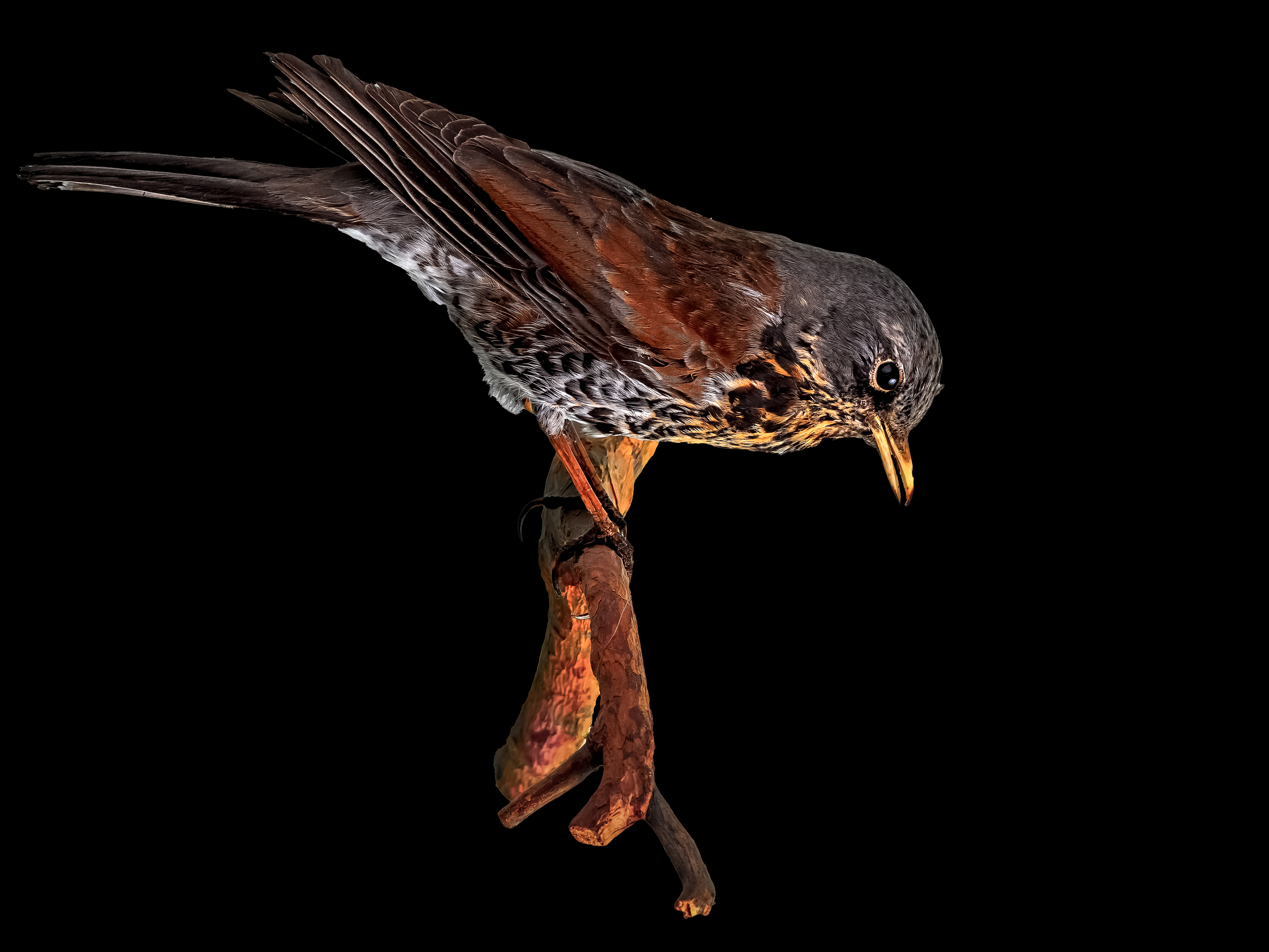
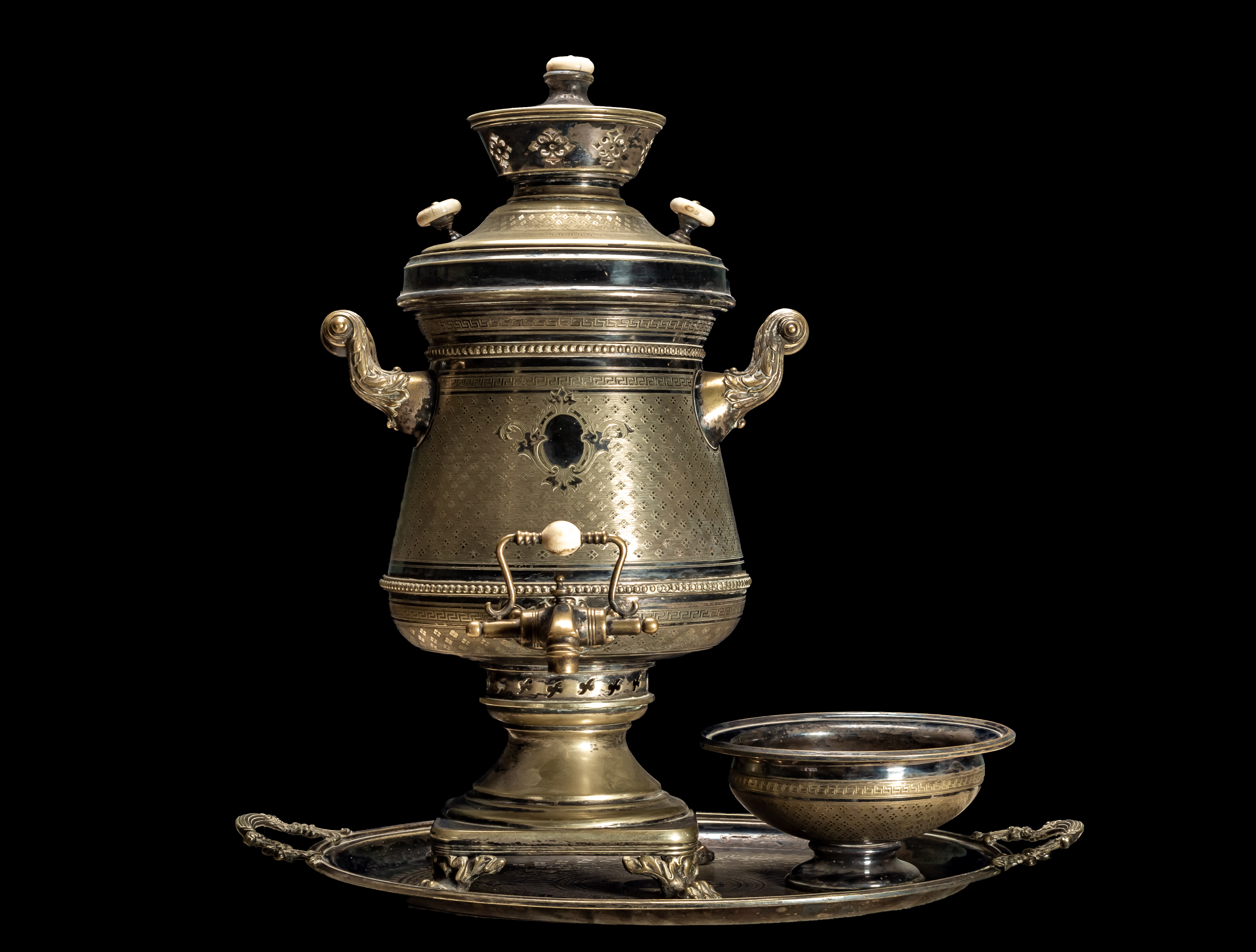

## Структурные подразделения
В составе Чистопольского государственного музея-заповедника:
- Мемориальный музей Бориса Пастернака
- Музей истории города
- Литературно-мемориальный музей «Дом учителя»
- Историко-мемориальный и этнографический комплекс Г. Исхаки (с. Кутлушкино)
- Музейно-выставочный комплекс
- Музейный сувенирный салон

Проектируемые объекты: Музей А. М. Бутлерова, Мемориальный музей Л. М. Леонова — семьи Сельвинских, Музей купеческого быта, Музей романа «Доктор Живаго», Музей рабочих профессий, Выставочный зал, фондохранилище, гостиница.

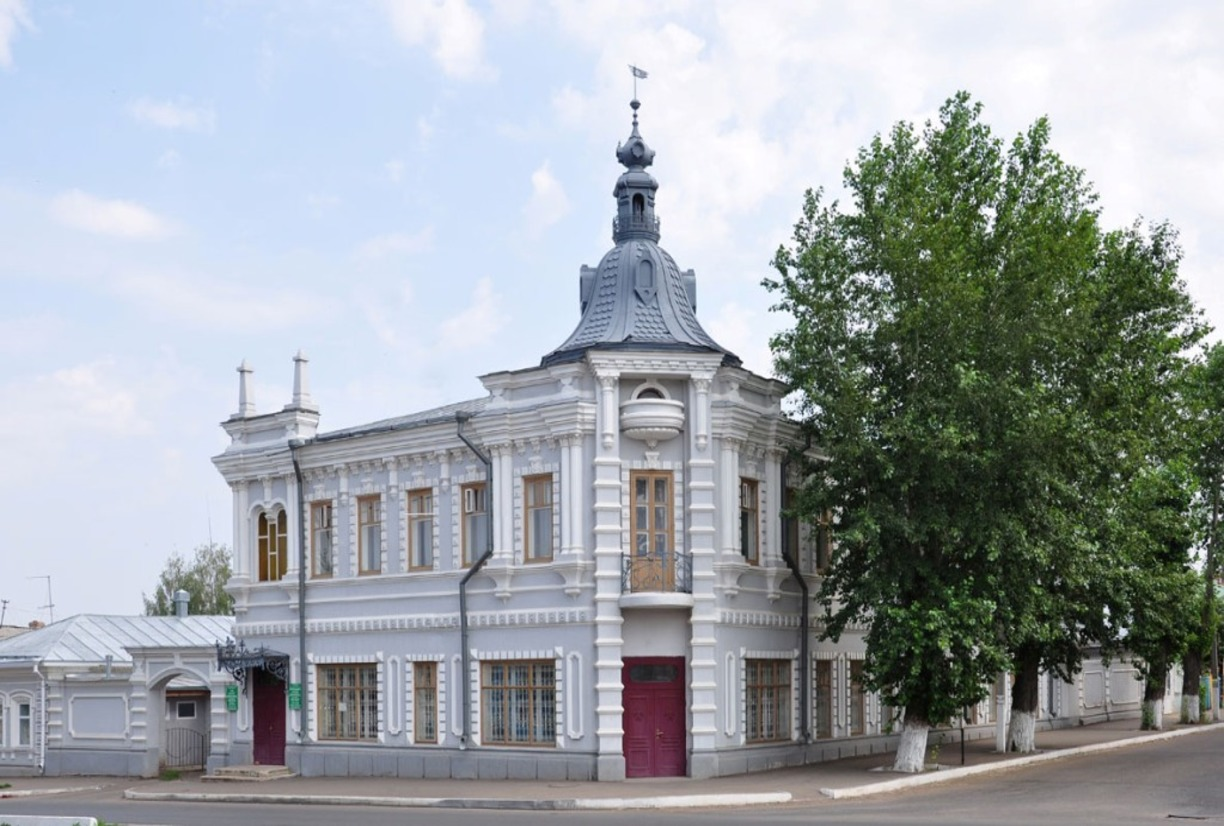
Дирекция музея-заповедника и Музейный сувенирный салон
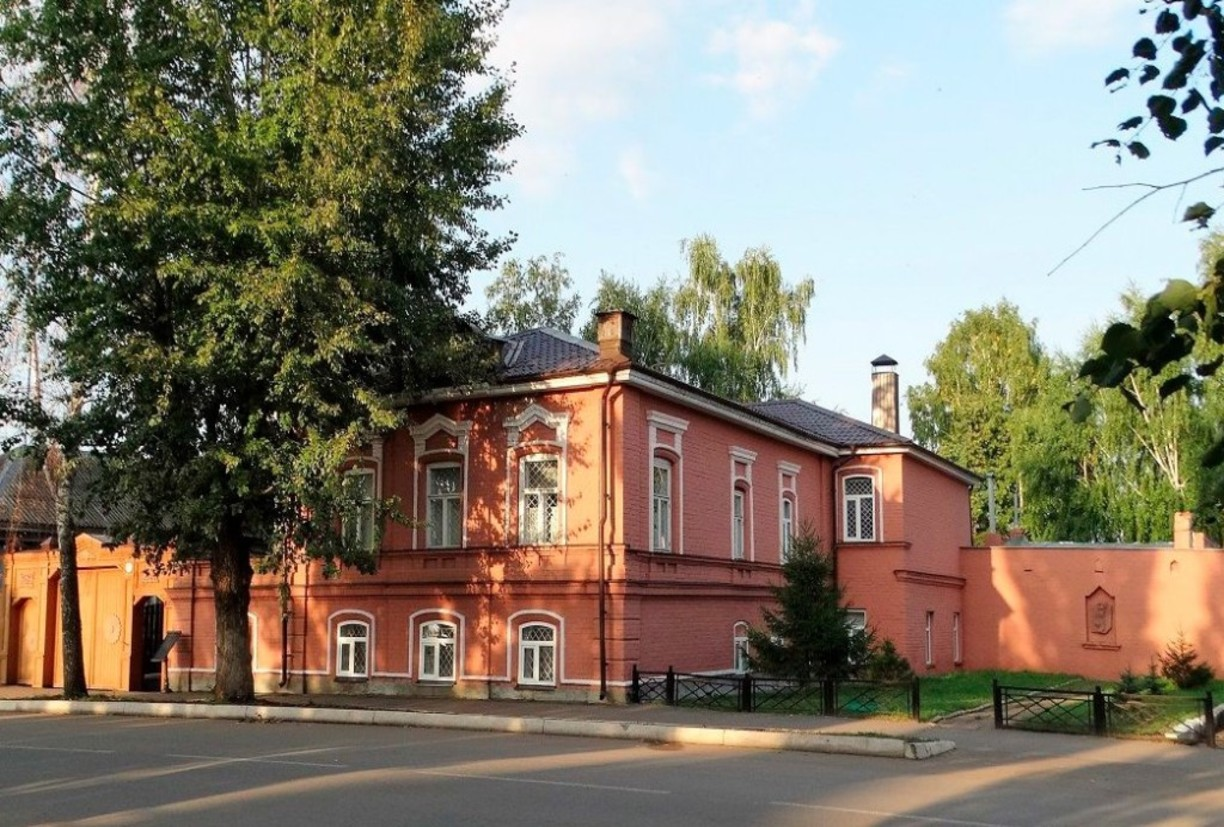
Мемориальный музей Бориса Пастернака
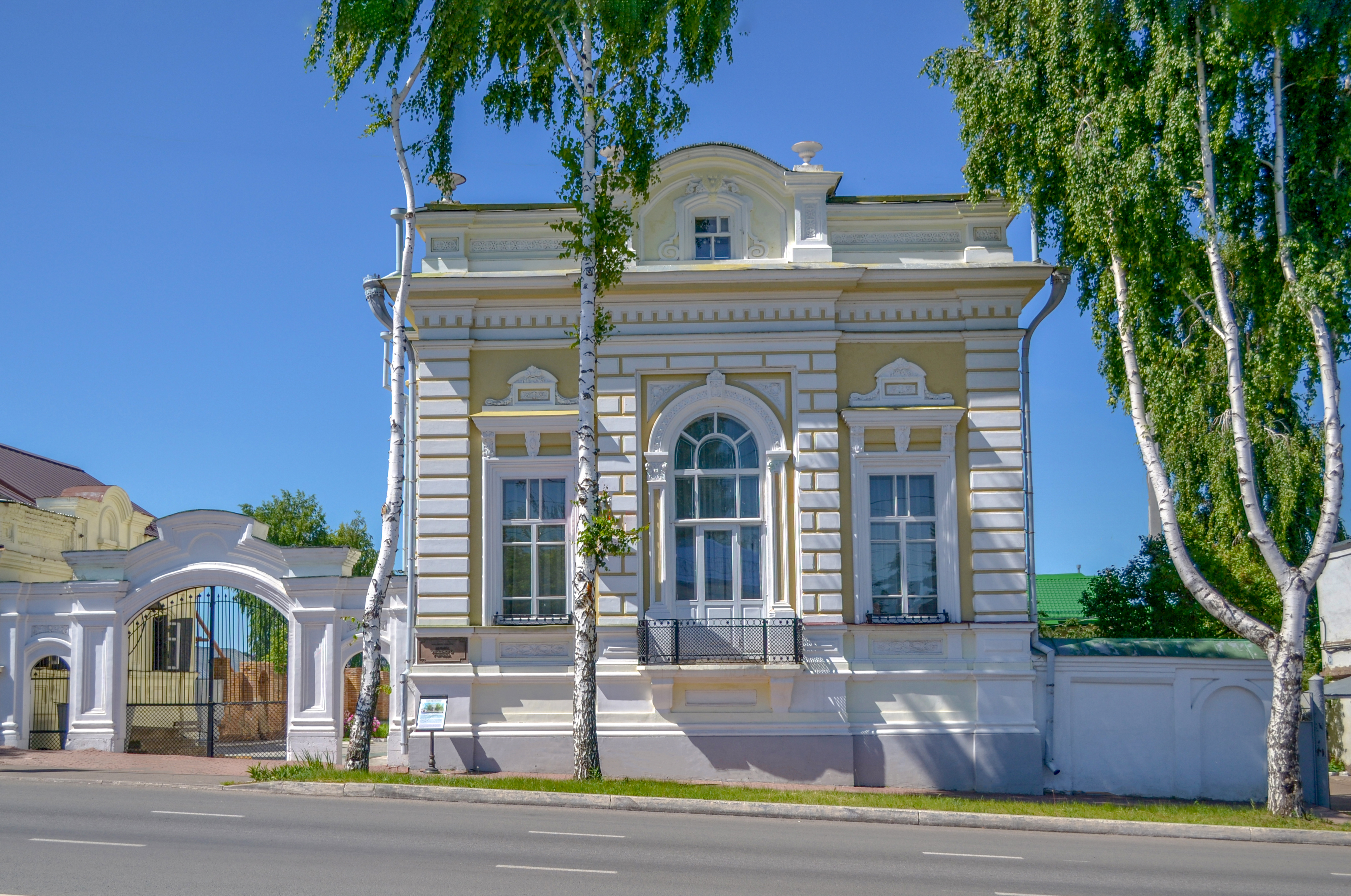
Музей истории города
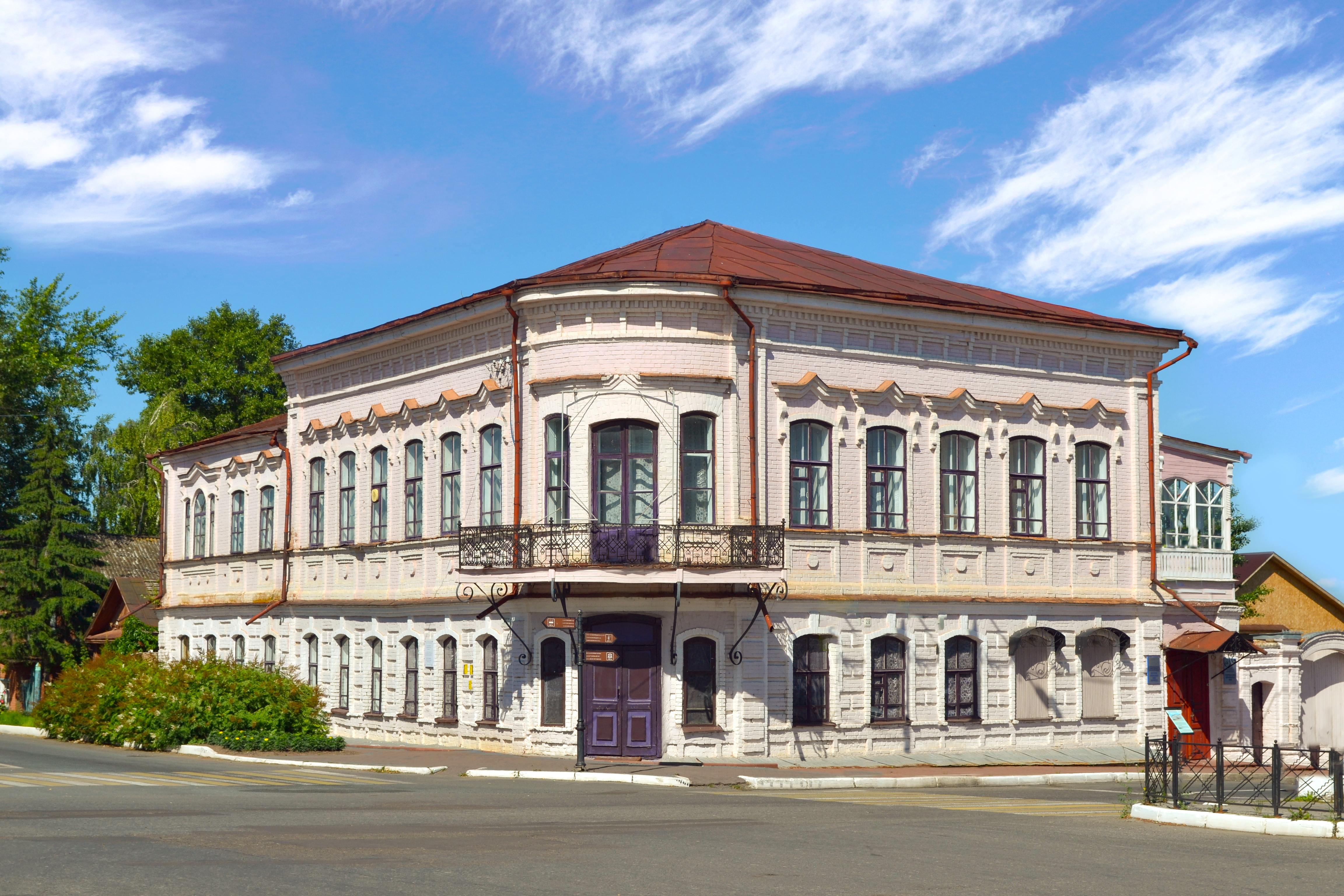
Литературно-мемориальный музей "Дом учителя"
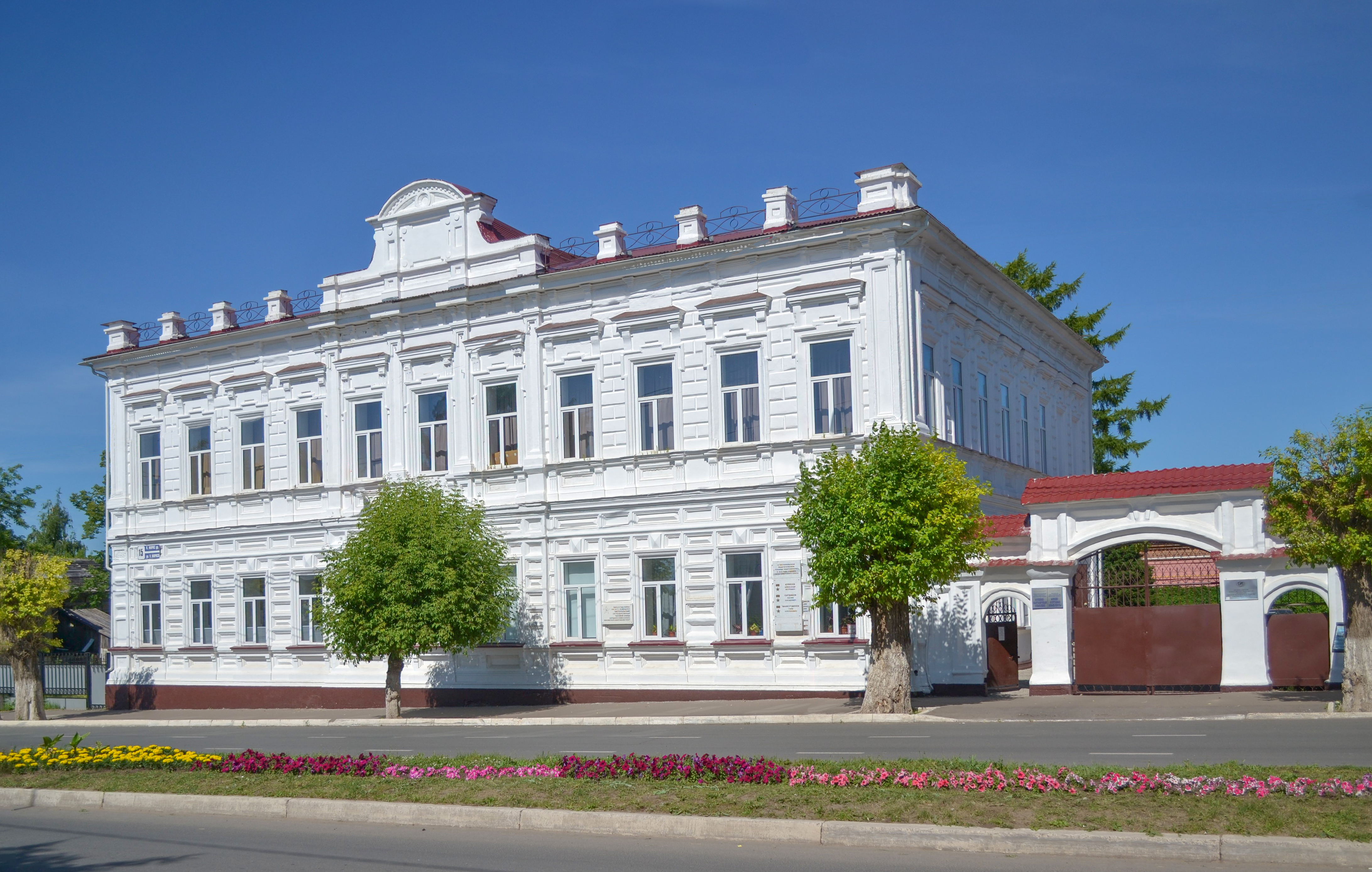
Музейно-выставочный комплекс

## Мероприятия
Республиканский музейный конкурс «Цель творчества — самоотдача» (с 2010), Международная научно-практическая конференция «Пастернаковские чтения в Чистополе» (с 2015).